# اریکسون تی۳۹
اریکسون تی۳۹ (به انگلیسی: Ericsson T39) یک نمونه از گوشی‌های تلفن همراه سری تی (به انگلیسی: T) شرکت اریکسون می‌باشد که توسط همین شرکت به بازار عرضه شده‌است. این گوشی که در سال ۲۰۰۰ معرفی و در ۲۰۰۱ به بازار عرضه شد، بعد از اریکسون R520M دومین گوشی دارای فناوری بلوتوث بود.